# L'Aube Nouvelle
"L'Aube Nouvelle" (hrvatski: "Novo svitanje") je državna himna Benina, službeno usvojena 30. srpnja 1960. godine, nakon osamostaljenja od Francuske. Autor glazbe i teksta je opat Gilbert Jean Dagnon, međutim nadnevak nastanka nije poznat. 
Kada je himna začetno usvojena, Benin se zvao Republika Dahomej. Međutim, kada je 1975. godine uspostavljena Narodna Republika Benin, a s njome je došlo i do promjene imena države, tekst himne je u cijelosti zadržan, s tim da su izrazi Dahomey i Dahoméen ("Dahomej" i "dahomejski") samo zamijenjeni onima Bénin i Béninois ("Benin" i "beninski"), kako bi odgovaralo ovom imenu države. Ta promjena objašnjava promjene u metrici, odnosno zašto neki od aleksandrinaca u himni imaju samo 11 slogova.

## Vanjske poveznice
- Benin: L'Aube Nouvelle - Audio of the national anthem of Benin, with information and lyrics